# 林徹 (競馬)
林 徹（はやし とおる、1979年4月4日 - ）は、日本中央競馬会（JRA）・美浦トレーニングセンターに所属している調教師である。

## 来歴
兵庫県出生だが、生まれてから半年後に千葉県に引っ越す。さらに、小学4年生の頃に茨城県龍ケ崎市に引っ越した。地元の中学校を卒業後、開成高校に入学する。高校では野球部に入学し、部活に励んでいたが、東京大学の模試の結果は「E判定」だった。また、この頃に競馬に興味を持ち始める。その後、東京大学を受験し一発合格。3年時に医学部看護学科を選択し留年せずに4年で卒業した。また部活は馬術部に入部し頭角を現した。
大学卒業後は競馬界で仕事をするために藤沢和雄厩舎が外厩として使用していたミホ分場で勤務。ゼンノロブロイ、ダンスインザムード、ダイヤモンドビコーなどに騎乗した経験がある。
2006年に競馬学校厩務員課程を経て、美浦・本間忍厩舎で厩務員になる。その後、加藤和宏厩舎で調教助手になると、田子冬樹厩舎、矢野英一厩舎でも調教助手として勤務を行った。
2017年、調教師試験を4回目の受験で合格。調教師となる。1年目は開成高校の先輩にあたる矢作芳人厩舎で研修を積み、翌2018年に厩舎を開業した。3月3日の中山第9レースでクレッシェンドラヴで初出走（2着）。7月1日の函館第9レースでクレッシェンドラヴが1着となり、初勝利を挙げた。
2019年、福島記念をクレッシェンドラヴで勝利し、重賞初制覇を飾る。初出走、初勝利、重賞初勝利を全てクレッシェンドラヴにて記録した。
2022年、サウジアラビアの1351ターフスプリントをソングラインで制し、海外重賞を制覇する。同馬で同年の安田記念を優勝し、GI初勝利を飾った。
2023年6月4日の安田記念をソングラインで制し連覇達成。この勝利により、現役150人目となるJRA通算100勝を1168戦目で達成した。

## 調教師成績
|            | 日付           | 競馬場・開催  | 競走名       | 馬名               | 頭数 | 人気 | 着順 |
| ---------- | -------------- | ------------- | ------------ | ------------------ | ---- | ---- | ---- |
| 初出走     | 2018年3月2日   | 2回中山3日9R  | 潮来特別     | クレッシェンドラヴ | 10頭 | 3    | 2着  |
| 初勝利     | 2018年7月1日   | 1回函館6日9R  | 3歳上500万下 | クレッシェンドラヴ | 11頭 | 1    | 1着  |
| 重賞初出走 | 2018年7月22日  | 2回函館6日11R | 函館2歳S     | イチゴミルフィーユ | 16頭 | 8    | 10着 |
| 重賞初勝利 | 2019年11月10日 | 3回福島4日11R | 福島記念     | クレッシェンドラヴ | 16頭 | 1    | 1着  |
| GI初出走   | 2020年10月05日 | 4回京都6日11R | 菊花賞       | ロバートソンキー   | 18頭 | 9    | 6着  |
| GI初勝利   | 2022年6月5日   | 3回東京2日11R | 安田記念     | ソングライン       | 18頭 | 4    | 1着  |

## 主な管理馬
※括弧内は当該馬の優勝重賞競走、太字はGI級競走。
- クレッシェンドラヴ（2019年福島記念、2020年七夕賞）
- ソングライン（2021年富士ステークス、2022年1351ターフスプリント、安田記念、2023年ヴィクトリアマイル、安田記念）
- アナザーリリック（2022年福島牝馬ステークス）
- パライバトルマリン（2023年関東オークス）[14]
- ミアネーロ（2024年フラワーカップ）[15]